# Gaspar Vaz Guedes
Gaspar Vaz Guedes foi um bandeirante paulista, fundador do povoado que viria a ser a cidade de Mogi das Cruzes. 

## Biografia
Era filho de Antonio Vaz Guedes, natural de Mesão Frio (c. 1520 ?), no Reino de Portugal, que - já casado com Margarida Correia - veio residir na capitania do Espírito Santo.
Gaspar Vaz Guedes nasceu nessa capitania, talvez cerca de 1542, embora não haja fontes que provem com exatidão essa data.
Em 1563, surge a primeira referência documental a Gaspar Vaz Guedes - é a data quando tornou-se escrivão das dadas de sesmarias da Capitania de Santo Amaro.
Em 1594, outros documentos referem Gaspar Vaz, comprando bens em São Paulo.
Foi ele quem, em abril de 1601, abriu o primeiro caminho que ligaria o povoado de Mogi a São Paulo de Piratininga. Até então, o acesso entre os dois locais só era possível por via fluvial. Ao longo desse caminho, foram se estabelecendo novos moradores, que solicitariam a concessão de sesmarias, sendo a primeira delas requerida pelo próprio Gaspar Vaz Guedes.
Gaspar Vaz deu assim origem ao povoado de Mogi, posteriormente elevado à categoria de "Vila".
Em 22 de setembro de 1608, obteve a concessão de uma sesmaria em Mogi (então chamada de Mogi-Mirim), onde era morador, com sua mulher e filhos.

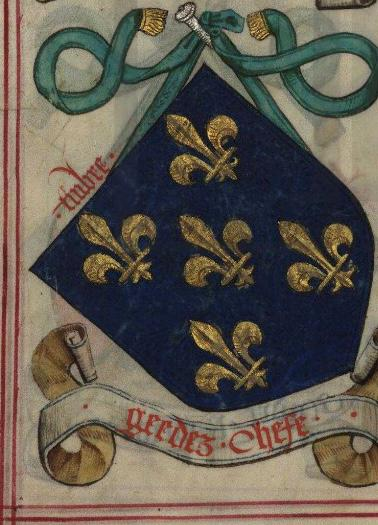
Armas dos Vaz Guedes, que em Portugal foram senhores de Murça, no Livro do Armeiro-Mor, de 1509

Em 8 de abril de 1611, quando encontrava-se em São Paulo, junto com outros moradores de Mogi, tomou a iniciativa de um requerimento solicitando a elevação da povoação de "Santa Ana de Mogi Mirim" à categoria de Vila, que seria deferido e assinado pelo governador.
Esteve ainda presente na bandeira de Antônio Raposo Tavares, na sua entrada ao Guairá, em 1628.
Faleceu cerca do ano de 1633.

## Casamento e descendência
Foi casado com Francisca Cardoso (falecida em 11 de março de 1611, em São Paulo, sendo sepultada na Igreja do Carmo), filha de Braz Cardoso, e de sua mulher Francisca da Costa, naturais de Portugal (Mesão Frio).
Do casamento nasceram 6 filhas e 4 filhos, segundo Silva Leme (ou 8 filhas e 3 filhos, segundo outras fontes); um dos filhos, Antônio Vaz Cardoso, foi casado com Filipa da Cunha Gago, filha de Henrique da Cunha Gago e Catarina de Uñate. Outro filho, Gaspar Vaz Cardoso, surge em ato público de 1625, recebendo terras em Mogi, enquanto um terceiro filho, Braz Cardoso, seria almotacel e depois vereador em São Paulo, respectivamente nos anos de 1641 e 1644.